# Општина Отелек (Тимиш)
Отелек (рум. Otelec) општина је у Румунији у округу Тимиш.
Oпштина се налази на надморској висини од 75 m.

## Становништво

### Хронологија
| Година       | 2008 | 2009 | 2010 | 2011 | 2012 | 2013 | 2014 | 2015 | 2016 | 2017 |
| ------------ | ---- | ---- | ---- | ---- | ---- | ---- | ---- | ---- | ---- | ---- |
| Становништво | 1735 | 1759 | 1777 | 1798 | 1804 | 1809 | 1835 | 1835 | 1863 | 1847 |